# 电流源

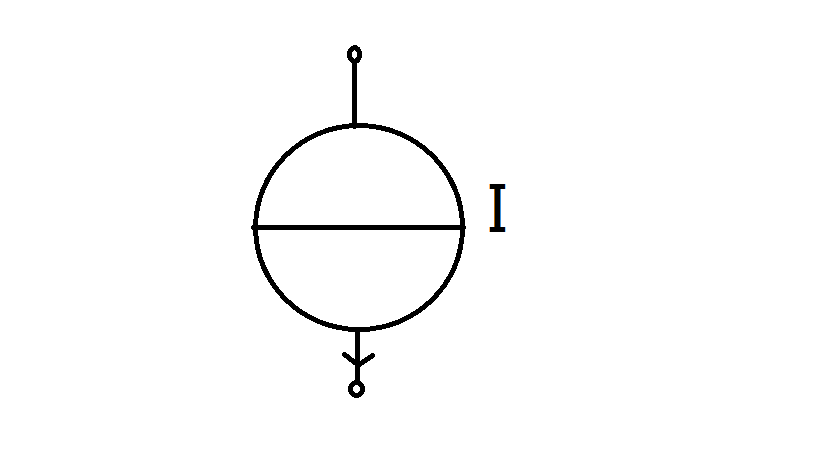
電流源符號（矢量圖）

电流源，即理想电流源，是从实际电源抽象出来的一种模型，其端钮总能向外提供一定的电流而不论其两端的电压为多少，电流源具有两个基本的性质：第一，它提供的电流是定值I或是一定的时间函数I(t)与两端的电压无关。第二，电流源自身电流是确定的，而它两端的电压是任意的。
由于内阻等多方面的原因，理想电流源在真实世界是不存在的，但这样一个模型对于电路分析是十分有价值的。实际上，如果一个电流源在电压变化时，电流的波动不明显，我们通常就假定它是一个理想电流源。
像光电池一类的器件，工作时的特性比较接近电流源。
在進行電路分析時，如果電流源本身被關閉或流經其上的電流為0時，依其定義可視為電流源所在的迴路被開路進而簡化電路（僅限獨立電流源，相依電流源不能直接以此方式簡化）。
理想電流源可以任意互相並聯，但互相串聯時必須具有相同的電流大小和方向。

## 分类
- 依电流源的電流方向变化分类：直流电流源、交流电流源。
- 依电流源的电流值与电路元件的关系分类：独立电流源、受控电流源（相依电流源）。

## 外部連結
- . 國立臺灣大學資訊工程學系.   [2019-05-26]. （原始内容存档于2020-08-02） （中文（臺灣））.